# إنسيكلوبوديا
أونسيكلوبوديا (بالإنجليزية: Encyclopodia)‏ هو برنامج مجاني مفتوح المصدر وهو عبارة عن موسوعة ويكيبيديا صغيرة الحجم يمكن معاينتها على الأيبود.
النسخ المتاحة حتى الآن هي الإنجليزية والألمانية والإيطالية.

## وصلات خارجية
- إنسيكلوبوديا على موقع Open Hub (الإنجليزية)
- إنسيكلوبوديا على موقع SourceForge (الإنجليزية)
- موقع البرنامج